# قائمة سفراء دولة فلسطين لدى مصر
سفير دولة فلسطين لدى مصر هو ممثل دولة فلسطين الرسمي لدى جمهورية مصر العربية. يقع مقر السفارة الفلسطينية في القاهرة. ويشغل منصب السفير حاليًا دياب نمر محمد اللوح منذ عام 2018.

## قائمة السفراء
| رئيس البعثة الدبلوماسية       | تاريخ الاعتماد الدبلوماسي | تاريخ الانتهاء | رئيس دولة فلسطين | رئيس مصر          | ملاحظات                                                                                                | مندوب فلسطين لدى الجامعة العربية |
| ----------------------------- | ------------------------- | -------------- | ---------------- | ----------------- | --- | -------------------------------- |
| سعيد كمال                     | 1988                      | 1994           | ياسر عرفات       | حسني مبارك        | |                                  |
| زهدي قاسم عبدالمجيد القدرة    | 1994                      | 2005           | ياسر عرفات       | حسني مبارك        | | No                               |
| منذر عز الدين إسماعيل الدجاني | 2005                      | فبراير 2007    | محمود عباس       | حسني مبارك        | | No                               |
| نبيل محمود عمرو               | 16 يونيو 2008             | 2009           | محمود عباس       | حسني مبارك        | كان وزيرًا للشؤون البرلمانية في حكومة ياسر عرفات الثالثة.                                               | Yes                              |
| بركات أحمد بركات الفرا        | 17 نوفمبر 2009            | 2014           | محمود عباس       | حسني مبارك        | | Yes                              |
| جمال عبد اللطيف صالح الشوبكي  | 14 سبتمبر 2014            | 2017           | محمود عباس       | عبد الفتاح السيسي | كان وزيرًا للحكم المحلي وللشباب والرياضة. وسفير سابق لدى السعودية، وسفير دولة فلسطين الحالي لدى المغرب. | Yes                              |
| دياب نمر محمد اللوح           | 22 فبراير 2018            | لا يزال        | محمود عباس       | عبد الفتاح السيسي | كان سفيرًا سابقًا لدولة فلسطين لدى الصين، واليمن، وموريتانيا.                                            | ، حتى 1 مايو 2023.               |